# Championnat du monde de billard carambole à 3 bandes
Le championnat du monde de 3 bandes est une compétition internationale de billard carambole organisée par l'Union mondiale de billard. Un autre championnat fut également organisé dans les années 1980 et 90 par une association concurrente, la Billiards World Cup Association (BWA), aujourd'hui disparue. À l'exception de l'américain Sang Chun Lee, tous les champions du monde de la BWA furent champions du monde de l'UMB.

## Palmarès masculin UMB

### Année par année

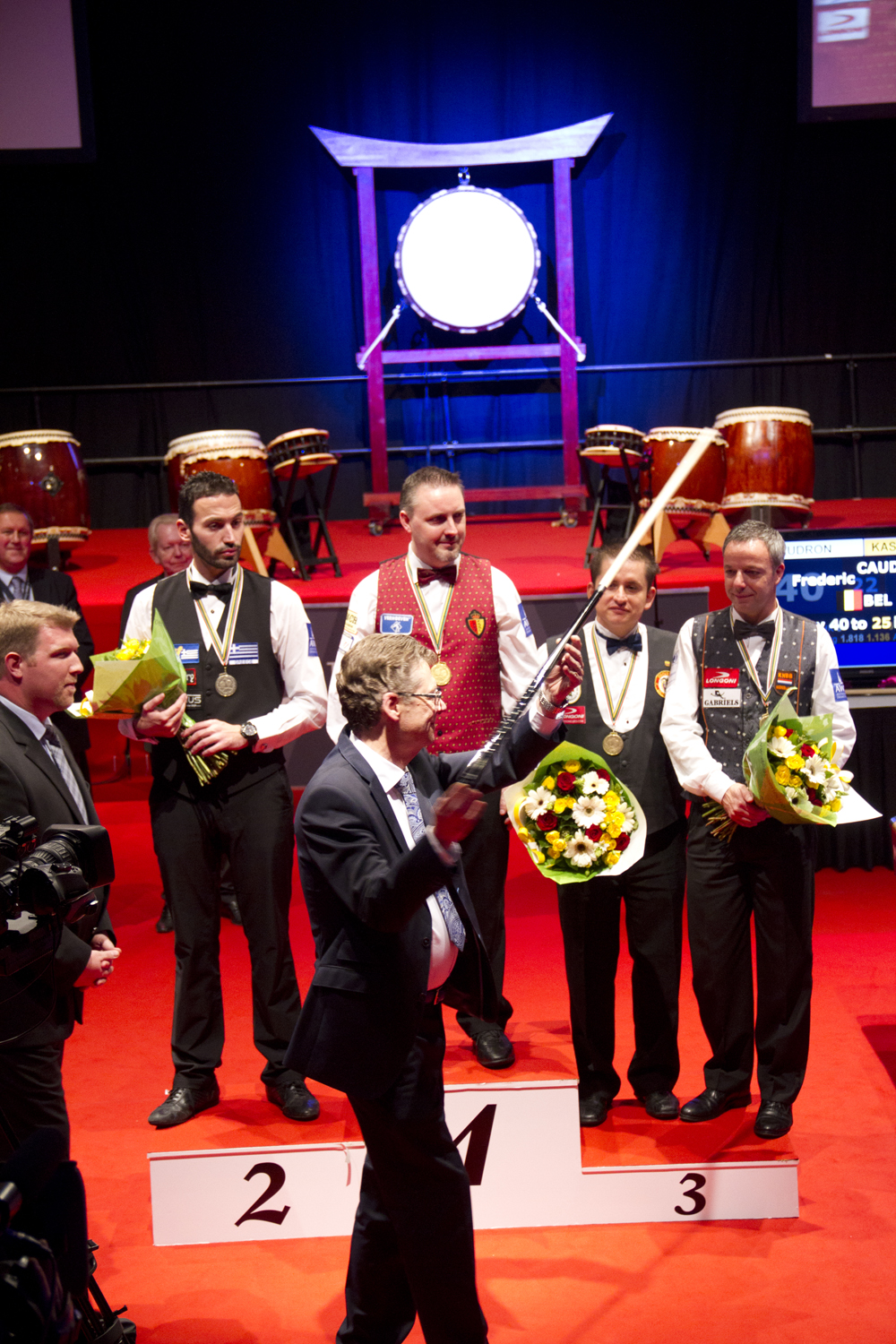
Le champion du monde 2013, Frédéric Caudron, reçoit la queue de diamant des mains de Ludo Dielis.
Les autres médaillés : Filipos Kasidokostas (2e), Alexander Salazar et Dick Jaspers.

Liste des champions du monde de 3 bandes de l'UMB.
| \| Année \| Ville hôte \| Champion UMB \| 2e \| 3e \| \| ------------ \| --------------------------------- \| --------------------------------- \| --------------------------------- \| --------------------------------- \| \| 1928 \| Reims \| Edmound Sousa \| Carel Koopman \| Otto Unshelm \| \| 1929 \| Bruxelles \| Edmound Sousa \| Emile Zaman \| Arnoud Sengers \| \| 1930 \| Amsterdam \| Henk Ronjins \| Edmound Sousa \| Arnoud Sengers \| \| 1931 \| Barcelone \| Henrique Miro \| Edmound Sousa \| Arnoud Sengers \| \| 1932 \| Vichy \| Henk Ronjins \| Claudio Puigvert \| Aeberhard \| \| 1933 \| Le Caire \| Henk Ronjins \| Edmound Sousa \| Claudio Puigvert \| \| 1934 \| Barcelone \| Claudio Puigvert \| Jacques Davin \| Jean Albert \| \| 1935 \| Alger \| Alfred Lagache \| Claudio Puigvert \| Emile Zaman \| \| 1936 \| New York \| Edward Lee \| Eugene Deardoff \| Edmound Sousa \| \| 1937 \| Cologne \| Alfred Lagache \| August Tiedtke \| Arnoud Sengers \| \| 1938 \| Buenos Aires \| Augusto Vergez \| Fransisco Vergez \| Alfred Lagache \| \| 1939 à 1948 \| pas de championnat \| pas de championnat \| pas de championnat \| pas de championnat \| \| 1949 \| Buenos Aires \| Rene Vingerhoedt \| José Bonomo \| Augusto Vergez \| \| 1950 et 1951 \| pas de championnat \| pas de championnat \| pas de championnat \| pas de championnat \| \| 1952 \| Buenos Aires \| Pedro Carrera \| August Tiedtke \| Carlos Friedenthal \| \| 1953 \| Anvers \| Enrique Navarra \| Rene Vingerhoedt \| Pedro Carrera \| \| 1954 à 1957 \| pas de championnat \| pas de championnat \| pas de championnat \| pas de championnat \| \| 1958 \| Barcelone \| Enrique Navarra \| Rene Vingerhoedt \| August Tiedtke \| \| 1959 \| pas de championnat \| pas de championnat \| pas de championnat \| pas de championnat \| \| 1960 \| Buenos Aires \| Rene Vingerhoedt \| Carlo Monestier \| José Bonomo \| \| 1961 \| Amsterdam \| Alfredo Suarez \| Egidio Vieira \| Bernard Siguret \| \| 1962 \| pas de championnat \| pas de championnat \| pas de championnat \| pas de championnat \| \| 1963 \| Neuss \| Raymond Ceulemans \| Johann Scherz \| Enrique Navarra \| \| 1964 \| Ostende \| Raymond Ceulemans \| Marcelo López \| Roger Hanoun \| \| 1965 \| Hilversum \| Raymond Ceulemans \| Johann Scherz \| Koya Ogata \| \| 1966 \| Buenos Aires \| Raymond Ceulemans \| Enrique Navarra \| Alfonso González \| \| 1967 \| Lima \| Raymond Ceulemans \| Humberto Suguimizu \| Keizo Kubo \| \| 1968 \| Düren \| Raymond Ceulemans \| Koya Ogata \| Johann Scherz \| \| 1969 \| Tokyo \| Raymond Ceulemans \| Koya Ogata \| Diego Martínez \| \| 1970 \| Las Vegas \| Raymond Ceulemans \| Nobuaki Kobayashi \| Johann Scherz \| \| 1971 \| Groningue \| Raymond Ceulemans \| Rini van Bracht \| Henny de Ruyter \| \| 1972 \| Buenos Aires \| Raymond Ceulemans \| Nobuaki Kobayashi \| Peter Thøgersen \| \| 1973 \| Le Caire \| Raymond Ceulemans \| Nobuaki Kobayashi \| Humberto Suguimizu \| \| 1974 \| Anvers \| Nobuaki Kobayashi \| Raymond Ceulemans \| Yoshio Yoshihara \| \| 1975 \| La Paz \| Raymond Ceulemans \| Rini van Bracht \| Nobuaki Kobayashi \| \| 1976 \| Ostende \| Raymond Ceulemans \| Nobuaki Kobayashi \| Junichi Komori \| \| 1977 \| Tokyo \| Raymond Ceulemans \| Nobuaki Kobayashi \| Yoshio Yoshihara \| \| 1978 \| Las Vegas \| Raymond Ceulemans \| Nobuaki Kobayashi \| Junichi Komori \| \| 1979 \| Lima \| Raymond Ceulemans \| Nobuaki Kobayashi \| Yoshio Yoshihara \| \| 1980 \| Buenos Aires \| Raymond Ceulemans \| Yoshio Yoshihara \| Nobuaki Kobayashi \| \| 1981 \| Le Caire \| Ludo Dielis \| Nobuaki Kobayashi \| Johann Scherz \| \| 1982 \| Guayaquil \| Rini van Bracht \| Yoshio Yoshihara \| Carlos Hallon \| \| 1983 \| Aix-les-Bains \| Raymond Ceulemans \| Richard Bitalis \| Nobuaki Kobayashi \| \| 1984 \| Krefeld \| Nobuaki Kobayashi \| Ludo Dielis \| Raymond Ceulemans \| \| 1985 \| Heeswijk-Dinther \| Raymond Ceulemans \| Nobuaki Kobayashi \| Junichi Komori \| \| 1986 \| Las Vegas \| Avelino Rico \| Torbjörn Blomdahl \| Raymond Ceulemans \| \| 1987 \| Le Caire \| Torbjörn Blomdahl \| Frank Torres \| Arturo Bone \| \| 1988 \| 6 Coupe du monde tournois \| Torbjörn Blomdahl \| Nobuaki Kobayashi \| Raymond Ceulemans \| \| 1989 \| 5 Coupe du monde tournois \| Ludo Dielis \| Torbjörn Blomdahl \| Raymond Ceulemans \| \| 1990 \| 6 Coupe du monde tournois \| Raymond Ceulemans \| Torbjörn Blomdahl \| Ludo Dielis \| \| 1991 \| 5 Coupe du monde tournois \| Torbjörn Blomdahl \| Raymond Ceulemans \| Dick Jaspers \| \| 1992 et 1993 \| Pas de championnat. \| Pas de championnat. \| Pas de championnat. \| Pas de championnat. \| \| 1994 \| Aalborg \| Rini van Bracht \| Edgar Bettzieche \| Brian Knudsen \| \| 1995 \| Grubbenvorst \| Pierre-Yves Gandon \| John Tijssens \| Nobuaki Kobayashi \| \| 1996 \| Hattingen \| Christian Rudolph \| Daniel Sanchez \| Gerhard Kostistansky \| \| 1997 \| Grubbenvorst \| Torbjörn Blomdahl \| Raimond Burgman \| Marco Zanetti \| \| 1998 \| Rezé \| Daniel Sanchez \| Torbjörn Blomdahl \| Christian Rudolph \| \| 1999 \| Bogota \| Frédéric Caudron \| Torbjörn Blomdahl \| Dick Jaspers \| \| 2000 \| Saint-Étienne \| Dick Jaspers \| Tony Carlsen \| Marco Zanetti \| \| 2001 \| Luxembourg \| Raymond Ceulemans \| Marco Zanetti \| Luis Miguel Avilla \| \| Année \| Ville hôte \| Champion UMB \| 2e \| Demi-finalistes \| \| 2002 \| Randers \| Marco Zanetti \| Dion Nelin \| Dick Jaspers \| \| 2002 \| Randers \| Marco Zanetti \| Dion Nelin \| Ramón Rodriguez \| \| 2003 \| Valladolid \| Semih Sayginer \| Filipos Kasidokostas \| Torbjörn Blomdahl \| \| 2003 \| Valladolid \| Semih Sayginer \| Filipos Kasidokostas \| Marco Zanetti \| \| 2004 \| Rotterdam \| Dick Jaspers \| Filipos Kasidokostas \| Nikos Polychronopoulos \| \| 2004 \| Rotterdam \| Dick Jaspers \| Filipos Kasidokostas \| Jacob Haack Sørensen \| \| 2005 \| Lugo \| Daniel Sanchez \| Jean-Paul de Bruijn \| Eddy Leppens \| \| 2005 \| Lugo \| Daniel Sanchez \| Jean-Paul de Bruijn \| Peter de Backer \| \| 2006 \| St Wendel \| Eddy Merckx \| Nikos Polychronopoulos \| Peter de Backer \| \| 2006 \| St Wendel \| Eddy Merckx \| Nikos Polychronopoulos \| Dick Jaspers \| \| 2007 \| Cuenca \| Ryuuji Umeda \| Daniel Sanchez \| Dick Jaspers \| \| 2007 \| Cuenca \| Ryuuji Umeda \| Daniel Sanchez \| Ramón Rodriguez \| \| 2008 \| St Wendel \| Marco Zanetti \| Torbjörn Blomdahl \| Peter De Backer \| \| 2008 \| St Wendel \| Marco Zanetti \| Torbjörn Blomdahl \| Jérémy Bury \| \| 2009 \| Lausanne \| Filipos Kasidokostas \| Eddy Merckx \| Eddy Leppens \| \| 2009 \| Lausanne \| Filipos Kasidokostas \| Eddy Merckx \| Marco Zanetti \| \| 2010 \| Sluiskil \| Daniel Sanchez \| Eddy Leppens \| Choi Sung-won \| \| 2010 \| Sluiskil \| Daniel Sanchez \| Eddy Leppens \| Javier Palazon \| \| 2011 \| Lima \| Dick Jaspers \| Marco Zanetti \| Javier Palazon \| \| 2011 \| Lima \| Dick Jaspers \| Marco Zanetti \| Daniel Sanchez \| \| 2012 \| Porto \| Eddy Merckx \| Choi Sung-won \| Frédéric Caudron \| \| 2012 \| Porto \| Eddy Merckx \| Choi Sung-won \| Marco Zanetti \| \| 2013 \| Anvers \| Frédéric Caudron \| Filipos Kasidokostas \| Alexander Salazar \| \| 2013 \| Anvers \| Frédéric Caudron \| Filipos Kasidokostas \| Dick Jaspers \| \| 2014 \| Séoul \| Choi Sung-Won \| Torbjörn Blomdahl \| Jean-Paul de Bruijn \| \| 2014 \| Séoul \| Choi Sung-Won \| Torbjörn Blomdahl \| Hyun-Min Seo \| \| 2015 \| Bordeaux \| Torbjörn Blomdahl \| Dong-Koong Kang \| Eddy Merckx \| \| 2015 \| Bordeaux \| Torbjörn Blomdahl \| Dong-Koong Kang \| Daniel Sanchez \| \| 2016 \| Bordeaux \| Daniel Sanchez \| Haeng-Jik Kim \| Eddy Leppens \| \| 2016 \| Bordeaux \| Daniel Sanchez \| Haeng-Jik Kim \| Semih Sayginer \| \| 2017 \| Santa Cruz \| Frédéric Caudron \| Eddy Merckx \| Minh Cam Ma \| \| 2017 \| Santa Cruz \| Frédéric Caudron \| Eddy Merckx \| Marco Zanetti \| \| 2018 \| Le Caire \| Dick Jaspers \| Jérémy Bury \| Quoc Nguyen Nguyen \| \| 2018 \| Le Caire \| Dick Jaspers \| Jérémy Bury \| Semih Sayginer \| \| 2019 \| Randers \| Torbjörn Blomdahl \| Duc Anh Chien Nguyen \| Sameh Sidhom \| \| 2019 \| Randers \| Torbjörn Blomdahl \| Duc Anh Chien Nguyen \| Semih Sayginer \| \| 2020 \| Année Covid : pas de championnat. \| Année Covid : pas de championnat. \| Année Covid : pas de championnat. \| Année Covid : pas de championnat. \| \| 2021 \| Sharm el-Sheikh \| Dick Jaspers \| Murat Naci Çoklu \| Marco Zanetti \| \| 2021 \| Sharm el-Sheikh \| Dick Jaspers \| Murat Naci Çoklu \| Martin Horn \| \| 2022 \| Donghae \| Tayfun Taşdemir \| Ruben Legazpi \| Eddy Merckx \| \| 2022 \| Donghae \| Tayfun Taşdemir \| Ruben Legazpi \| Dick Jaspers \| |                                   |                                   |                                   |                                   |
| Année | Ville hôte                        | Champion UMB                      | 2e                                | 3e                                |
| 1928 | Reims                             | Edmound Sousa                     | Carel Koopman                     | Otto Unshelm                      |
| 1929 | Bruxelles                         | Edmound Sousa                     | Emile Zaman                       | Arnoud Sengers                    |
| 1930 | Amsterdam                         | Henk Ronjins                      | Edmound Sousa                     | Arnoud Sengers                    |
| 1931 | Barcelone                         | Henrique Miro                     | Edmound Sousa                     | Arnoud Sengers                    |
| 1932 | Vichy                             | Henk Ronjins                      | Claudio Puigvert                  | Aeberhard                         |
| 1933 | Le Caire                          | Henk Ronjins                      | Edmound Sousa                     | Claudio Puigvert                  |
| 1934 | Barcelone                         | Claudio Puigvert                  | Jacques Davin                     | Jean Albert                       |
| 1935 | Alger                             | Alfred Lagache                    | Claudio Puigvert                  | Emile Zaman                       |
| 1936 | New York                          | Edward Lee                        | Eugene Deardoff                   | Edmound Sousa                     |
| 1937 | Cologne                           | Alfred Lagache                    | August Tiedtke                    | Arnoud Sengers                    |
| 1938 | Buenos Aires                      | Augusto Vergez                    | Fransisco Vergez                  | Alfred Lagache                    |
| 1939 à 1948 | pas de championnat                | pas de championnat                | pas de championnat                | pas de championnat                |
| 1949 | Buenos Aires                      | Rene Vingerhoedt                  | José Bonomo                       | Augusto Vergez                    |
| 1950 et 1951 | pas de championnat                | pas de championnat                | pas de championnat                | pas de championnat                |
| 1952 | Buenos Aires                      | Pedro Carrera                     | August Tiedtke                    | Carlos Friedenthal                |
| 1953 | Anvers                            | Enrique Navarra                   | Rene Vingerhoedt                  | Pedro Carrera                     |
| 1954 à 1957 | pas de championnat                | pas de championnat                | pas de championnat                | pas de championnat                |
| 1958 | Barcelone                         | Enrique Navarra                   | Rene Vingerhoedt                  | August Tiedtke                    |
| 1959 | pas de championnat                | pas de championnat                | pas de championnat                | pas de championnat                |
| 1960 | Buenos Aires                      | Rene Vingerhoedt                  | Carlo Monestier                   | José Bonomo                       |
| 1961 | Amsterdam                         | Alfredo Suarez                    | Egidio Vieira                     | Bernard Siguret                   |
| 1962 | pas de championnat                | pas de championnat                | pas de championnat                | pas de championnat                |
| 1963 | Neuss                             | Raymond Ceulemans                 | Johann Scherz                     | Enrique Navarra                   |
| 1964 | Ostende                           | Raymond Ceulemans                 | Marcelo López                     | Roger Hanoun                      |
| 1965 | Hilversum                         | Raymond Ceulemans                 | Johann Scherz                     | Koya Ogata                        |
| 1966 | Buenos Aires                      | Raymond Ceulemans                 | Enrique Navarra                   | Alfonso González                  |
| 1967 | Lima                              | Raymond Ceulemans                 | Humberto Suguimizu                | Keizo Kubo                        |
| 1968 | Düren                             | Raymond Ceulemans                 | Koya Ogata                        | Johann Scherz                     |
| 1969 | Tokyo                             | Raymond Ceulemans                 | Koya Ogata                        | Diego Martínez                    |
| 1970 | Las Vegas                         | Raymond Ceulemans                 | Nobuaki Kobayashi                 | Johann Scherz                     |
| 1971 | Groningue                         | Raymond Ceulemans                 | Rini van Bracht                   | Henny de Ruyter                   |
| 1972 | Buenos Aires                      | Raymond Ceulemans                 | Nobuaki Kobayashi                 | Peter Thøgersen                   |
| 1973 | Le Caire                          | Raymond Ceulemans                 | Nobuaki Kobayashi                 | Humberto Suguimizu                |
| 1974 | Anvers                            | Nobuaki Kobayashi                 | Raymond Ceulemans                 | Yoshio Yoshihara                  |
| 1975 | La Paz                            | Raymond Ceulemans                 | Rini van Bracht                   | Nobuaki Kobayashi                 |
| 1976 | Ostende                           | Raymond Ceulemans                 | Nobuaki Kobayashi                 | Junichi Komori                    |
| 1977 | Tokyo                             | Raymond Ceulemans                 | Nobuaki Kobayashi                 | Yoshio Yoshihara                  |
| 1978 | Las Vegas                         | Raymond Ceulemans                 | Nobuaki Kobayashi                 | Junichi Komori                    |
| 1979 | Lima                              | Raymond Ceulemans                 | Nobuaki Kobayashi                 | Yoshio Yoshihara                  |
| 1980 | Buenos Aires                      | Raymond Ceulemans                 | Yoshio Yoshihara                  | Nobuaki Kobayashi                 |
| 1981 | Le Caire                          | Ludo Dielis                       | Nobuaki Kobayashi                 | Johann Scherz                     |
| 1982 | Guayaquil                         | Rini van Bracht                   | Yoshio Yoshihara                  | Carlos Hallon                     |
| 1983 | Aix-les-Bains                     | Raymond Ceulemans                 | Richard Bitalis                   | Nobuaki Kobayashi                 |
| 1984 | Krefeld                           | Nobuaki Kobayashi                 | Ludo Dielis                       | Raymond Ceulemans                 |
| 1985 | Heeswijk-Dinther                  | Raymond Ceulemans                 | Nobuaki Kobayashi                 | Junichi Komori                    |
| 1986 | Las Vegas                         | Avelino Rico                      | Torbjörn Blomdahl                 | Raymond Ceulemans                 |
| 1987 | Le Caire                          | Torbjörn Blomdahl                 | Frank Torres                      | Arturo Bone                       |
| 1988 | 6 Coupe du monde tournois         | Torbjörn Blomdahl                 | Nobuaki Kobayashi                 | Raymond Ceulemans                 |
| 1989 | 5 Coupe du monde tournois         | Ludo Dielis                       | Torbjörn Blomdahl                 | Raymond Ceulemans                 |
| 1990 | 6 Coupe du monde tournois         | Raymond Ceulemans                 | Torbjörn Blomdahl                 | Ludo Dielis                       |
| 1991 | 5 Coupe du monde tournois         | Torbjörn Blomdahl                 | Raymond Ceulemans                 | Dick Jaspers                      |
| 1992 et 1993 | Pas de championnat.               | Pas de championnat.               | Pas de championnat.               | Pas de championnat.               |
| 1994 | Aalborg                           | Rini van Bracht                   | Edgar Bettzieche                  | Brian Knudsen                     |
| 1995 | Grubbenvorst                      | Pierre-Yves Gandon                | John Tijssens                     | Nobuaki Kobayashi                 |
| 1996 | Hattingen                         | Christian Rudolph                 | Daniel Sanchez                    | Gerhard Kostistansky              |
| 1997 | Grubbenvorst                      | Torbjörn Blomdahl                 | Raimond Burgman                   | Marco Zanetti                     |
| 1998 | Rezé                              | Daniel Sanchez                    | Torbjörn Blomdahl                 | Christian Rudolph                 |
| 1999 | Bogota                            | Frédéric Caudron                  | Torbjörn Blomdahl                 | Dick Jaspers                      |
| 2000 | Saint-Étienne                     | Dick Jaspers                      | Tony Carlsen                      | Marco Zanetti                     |
| 2001 | Luxembourg                        | Raymond Ceulemans                 | Marco Zanetti                     | Luis Miguel Avilla                |
| Année | Ville hôte                        | Champion UMB                      | 2e                                | Demi-finalistes                   |
| 2002 | Randers                           | Marco Zanetti                     | Dion Nelin                        | Dick Jaspers                      |
| 2002 | Randers                           | Marco Zanetti                     | Dion Nelin                        | Ramón Rodriguez                   |
| 2003 | Valladolid                        | Semih Sayginer                    | Filipos Kasidokostas              | Torbjörn Blomdahl                 |
| 2003 | Valladolid                        | Semih Sayginer                    | Filipos Kasidokostas              | Marco Zanetti                     |
| 2004 | Rotterdam                         | Dick Jaspers                      | Filipos Kasidokostas              | Nikos Polychronopoulos            |
| 2004 | Rotterdam                         | Dick Jaspers                      | Filipos Kasidokostas              | Jacob Haack Sørensen              |
| 2005 | Lugo                              | Daniel Sanchez                    | Jean-Paul de Bruijn               | Eddy Leppens                      |
| 2005 | Lugo                              | Daniel Sanchez                    | Jean-Paul de Bruijn               | Peter de Backer                   |
| 2006 | St Wendel                         | Eddy Merckx                       | Nikos Polychronopoulos            | Peter de Backer                   |
| 2006 | St Wendel                         | Eddy Merckx                       | Nikos Polychronopoulos            | Dick Jaspers                      |
| 2007 | Cuenca                            | Ryuuji Umeda                      | Daniel Sanchez                    | Dick Jaspers                      |
| 2007 | Cuenca                            | Ryuuji Umeda                      | Daniel Sanchez                    | Ramón Rodriguez                   |
| 2008 | St Wendel                         | Marco Zanetti                     | Torbjörn Blomdahl                 | Peter De Backer                   |
| 2008 | St Wendel                         | Marco Zanetti                     | Torbjörn Blomdahl                 | Jérémy Bury                       |
| 2009 | Lausanne                          | Filipos Kasidokostas              | Eddy Merckx                       | Eddy Leppens                      |
| 2009 | Lausanne                          | Filipos Kasidokostas              | Eddy Merckx                       | Marco Zanetti                     |
| 2010 | Sluiskil                          | Daniel Sanchez                    | Eddy Leppens                      | Choi Sung-won                     |
| 2010 | Sluiskil                          | Daniel Sanchez                    | Eddy Leppens                      | Javier Palazon                    |
| 2011 | Lima                              | Dick Jaspers                      | Marco Zanetti                     | Javier Palazon                    |
| 2011 | Lima                              | Dick Jaspers                      | Marco Zanetti                     | Daniel Sanchez                    |
| 2012 | Porto                             | Eddy Merckx                       | Choi Sung-won                     | Frédéric Caudron                  |
| 2012 | Porto                             | Eddy Merckx                       | Choi Sung-won                     | Marco Zanetti                     |
| 2013 | Anvers                            | Frédéric Caudron                  | Filipos Kasidokostas              | Alexander Salazar                 |
| 2013 | Anvers                            | Frédéric Caudron                  | Filipos Kasidokostas              | Dick Jaspers                      |
| 2014 | Séoul                             | Choi Sung-Won                     | Torbjörn Blomdahl                 | Jean-Paul de Bruijn               |
| 2014 | Séoul                             | Choi Sung-Won                     | Torbjörn Blomdahl                 | Hyun-Min Seo                      |
| 2015 | Bordeaux                          | Torbjörn Blomdahl                 | Dong-Koong Kang                   | Eddy Merckx                       |
| 2015 | Bordeaux                          | Torbjörn Blomdahl                 | Dong-Koong Kang                   | Daniel Sanchez                    |
| 2016 | Bordeaux                          | Daniel Sanchez                    | Haeng-Jik Kim                     | Eddy Leppens                      |
| 2016 | Bordeaux                          | Daniel Sanchez                    | Haeng-Jik Kim                     | Semih Sayginer                    |
| 2017 | Santa Cruz                        | Frédéric Caudron                  | Eddy Merckx                       | Minh Cam Ma                       |
| 2017 | Santa Cruz                        | Frédéric Caudron                  | Eddy Merckx                       | Marco Zanetti                     |
| 2018 | Le Caire                          | Dick Jaspers                      | Jérémy Bury                       | Quoc Nguyen Nguyen                |
| 2018 | Le Caire                          | Dick Jaspers                      | Jérémy Bury                       | Semih Sayginer                    |
| 2019 | Randers                           | Torbjörn Blomdahl                 | Duc Anh Chien Nguyen              | Sameh Sidhom                      |
| 2019 | Randers                           | Torbjörn Blomdahl                 | Duc Anh Chien Nguyen              | Semih Sayginer                    |
| 2020 | Année Covid : pas de championnat. | Année Covid : pas de championnat. | Année Covid : pas de championnat. | Année Covid : pas de championnat. |
| 2021 | Sharm el-Sheikh                   | Dick Jaspers                      | Murat Naci Çoklu                  | Marco Zanetti                     |
| 2021 | Sharm el-Sheikh                   | Dick Jaspers                      | Murat Naci Çoklu                  | Martin Horn                       |
| 2022 | Donghae                           | Tayfun Taşdemir                   | Ruben Legazpi                     | Eddy Merckx                       |
| 2022 | Donghae                           | Tayfun Taşdemir                   | Ruben Legazpi                     | Dick Jaspers                      |

### Record par joueur
Le belge Raymond Ceulemans, reconnu comme un des plus grands joueurs de tous les temps, a été 21 fois vainqueur du championnat du monde de 3 bandes. Il a remporté 11 titres consécutifs entre 1963 et 1973. Entre 1963 et 1980, le titre ne lui a échappé qu'une fois (soit 16 victoires en 17 ans). Il a également réussi l'exploit de remporter deux titres à 11 années d'intervalle (1990 et 2001). Enfin, l'ensemble de ses victoires s'étalent sur une période de 40 ans. Il est suivi par le suédois Torbjörn Blomdahl (5 victoires) dont la technique de jeu a révolutionné le 3 bandes.
| Joueur            | Nbr de vict. |
| ----------------- | ------------ |
| Raymond Ceulemans | 21           |
| Torbjörn Blomdahl | 7            |
| Dick Jaspers      | 5            |
| Henk Ronjins      | 3            |

### Record par nationalité
Logiquement, les pays comme la Belgique et les Pays-Bas, terres traditionnelles de billard, se détachent au nombre de champions et de victoires, suivis par l'Espagne.
| Espace | Nation       | Or | Argent | Bronze | Total |
| ------ | ------------ | -- | ------ | ------ | ----- |
| 1.     | Belgique     | 31 | 10     | 14     | 55    |
| 2.     | Pays-Bas     | 9  | 6      | 13     | 28    |
| 3.     | Suède        | 7  | 7      | 1      | 15    |
| 4.     | Espagne      | 7  | 4      | 5      | 16    |
| 5.     | Argentine    | 4  | 4      | 6      | 14    |
| 6.     | Japon        | 3  | 14     | 12     | 29    |
| 7.     | France       | 2  | 3      | 5      | 10    |
| 8.     | Égypte       | 2  | 3      | 2      | 07    |
| 9.     | Italie       | 2  | 2      | 6      | 10    |
| 10.    | Grèce        | 1  | 4      | 1      | 06    |
| 11.    | Allemagne    | 1  | 3      | 3      | 07    |
| 12.    | Corée du Sud | 1  | 3      | 2      | 06    |
| 13.    | États-Unis   | 1  | 2      | 1      | 04    |
| 14.    | Pérou        | 1  | 1      | 3      | 05    |
| 15.    | Turquie      | 1  | 0      | 3      | 04    |
| 16.    | Autriche     | 0  | 2      | 4      | 06    |
| 17.    | Danemark     | 0  | 2      | 3      | 05    |
| 18.    | Viêt Nam     | 0  | 1      | 2      | 03    |
| 19.    | Portugal     | 0  | 1      | 0      | 01    |
| 19.    | Uruguay      | 0  | 1      | 0      | 01    |
| 21.    | Colombie     | 0  | 0      | 2      | 02    |
| 21.    | Mexique      | 0  | 0      | 2      | 02    |
| 23.    | Suisse       | 0  | 0      | 1      | 01    |

## Palmarès féminin UMB
Liste des championnes du monde de 3 bandes de l'UMB.
| Année | Ville hôte | Championne UMB        | 2e             | 3e                                |
| ----- | ---------- | --------------------- | -------------- | --------------------------------- |
| 2008  | Sivas      | Orie Ida              | Karina Jetten  | Gülsen Deegener Park Su-ah        |
| 2012  | Tokyo      | Natsumi Higashiuchi   | Yuko Nishimoto | Ayaka Fukumoto Namiko Hayashi     |
| 2014  | Sinop      | Therese Klompenhouwer | Yuko Nishimoto | Lee Shin Young Danielle Le Bruijn |
| 2016  | Guri       | Therese Klompenhouwer | Lee Mi Rae     | Yuko Nishimoto Orie Ida           |
| 2017  | Zoersel    | Orie Ida              | Lee Mi Rae     | Gülsen Degener Marianne Mortensen |

## Palmarès BWA
| Année | Champion BWA      |
| ----- | ----------------- |
| 1986  | Raymond Ceulemans |
| 1987  | Raymond Ceulemans |
| 1988  | Torbjörn Blomdahl |
| 1989  | Ludo Dielis       |
| 1990  | Raymond Ceulemans |
| 1991  | Torbjörn Blomdahl |
| 1992  | Torbjörn Blomdahl |
| 1993  | Sang Chun Lee     |
| 1994  | Torbjörn Blomdahl |
| 1995  | Torbjörn Blomdahl |
| 1996  | Torbjörn Blomdahl |
| 1997  | Dick Jaspers      |
| 1998  | Torbjörn Blomdahl |
| 1999  | Dick Jaspers      |
| 2000  | ?                 |
| 2001  | Torbjörn Blomdahl |